# Médaille pour la Bravoure (Autriche-Hongrie)
La médaille pour la Bravoure (en allemand : Tapferkeitsmedaille) est une décoration militaire honorifique de l'empire d'Autriche puis de la double monarchie d'Autriche-Hongrie.

## Histoire
Un décret de l'empereur Joseph II du 19 juillet 1789 institue une médaille militaire honorifique pour courage au combat.
Elle comprend à l'origine trois classes : une d'or, une petite et une grande d'argent. Une quatrième classe, de bronze, est constituée par décret du 14 février 1915.

## Galerie

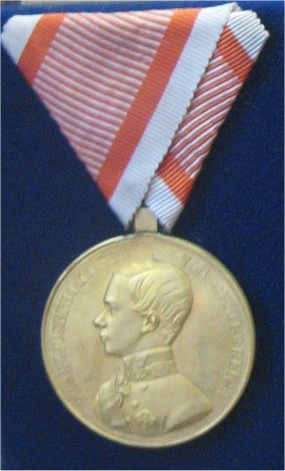
Médaille d'or pour la Bravoure, version de 1848-1859
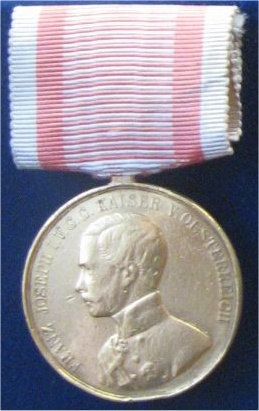
Médaille d'or pour la Bravoure, version de 1859-1866
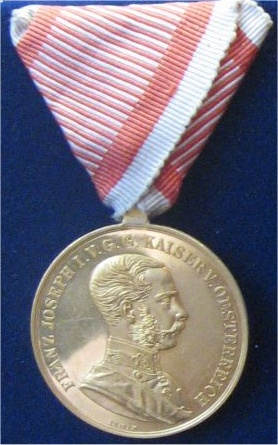
Médaille d'or pour la Bravoure, version de 1866-1917
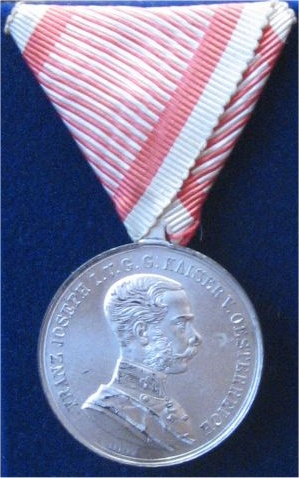
Grande médaille d'argent pour la Bravoure, version de 1866-1917
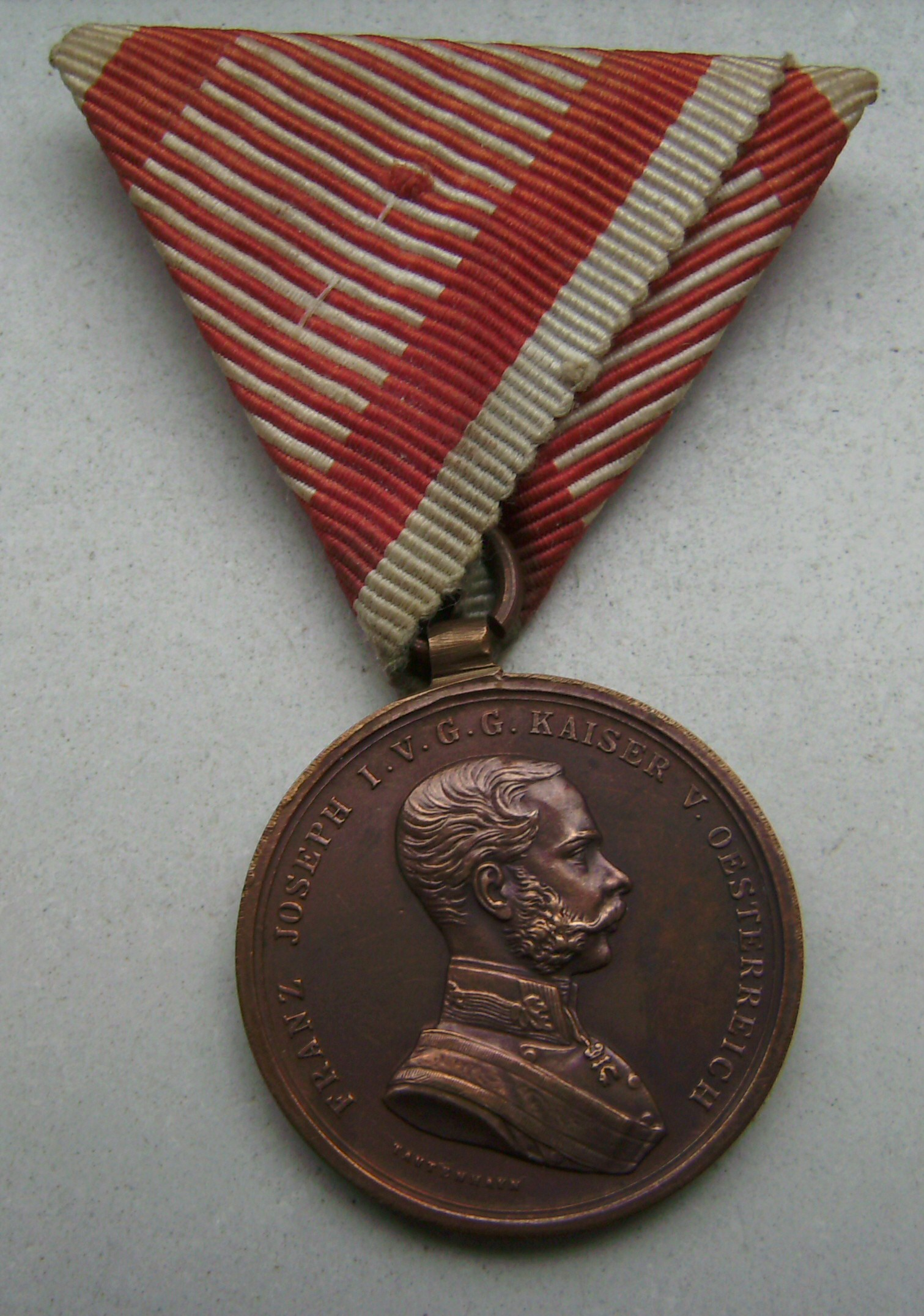
Médaille de bronze pour la Bravoure

## Après la Première Guerre mondiale
À la suite de la dissolution de l'empire austro-hongrois le 31 octobre 1918, la médaille pour la Bravoure cesse d'être décernée. Elle ressuscite néanmoins sous Miklós Horthy, régent du royaume, qui institue sur le même modèle la médaille de la Bravoure (Royaume de Hongrie).